# دارك واتش
دارك واتش: لعنة الغرب (بالإنجليزية: Darkwatch: Curse of the West)‏ لعبة فيديو من نوع تصويب منظور الشخص الأول صدرت عام 2005 لمنصتي البلاي ستيشن 2 والإكس بوكس. طوّرت اللعبةَ ستوديوهات هاي مون (ستوديوهات سامي سابقًا) ونشرتها كابكوم في الولايات المتحدة ويوبي سوفت في أوروبا وأستراليا.
تجمع اللعبة بين أنواع الغرب الأمريكي والرعب والستيم بانك وتدور قصتها حول كريس جيريكو، حامل سلاح خارج عن القانون في الغرب الأمريكي القديم في نهاية القرن التاسع عشر يُحوَّل إلى مصاص دماء وتجنّده كرهًا منظمة سرية متخصصة في صيد الوحوش اسمها دارك واتش لكي يساعدها في القتال ضد قوى العالم السفلي.
لُوقيت دارك واتش باستقبال نقدي إيجابي بشكل عام وأُشيد على وجه الخصوص بخلفيتها الغرب أمريكية الغريبة الفريدة من نوعها وبشمائلها الفنية. رافقت اللعبةَ حملة دعائية واسعة النطاق وكان من المقرر أن تكون الحلقةَ الأولى من سلسلة ألعابٍ جديدة، إلا أن تتمتها أُلغيت في 2007 ولا يزال الفيلم المقتبس في جحيم التطوير.

## أسلوب اللعب
تتميز اللعبة بنظام سُمْعة يؤثر على قُدُرات اللاعب إضافة إلى أن شخصية اللاعب جيريكو تُطوِّر مع سير القصة قدراتِ مصاص دماء خاصة كـ«درع الدمّ» (حقل طاقة متجدد) و«قفزة مصاص الدماء» (قفزة مزدوجة يمكن للاعب التراجع عنها متى أراد) و«رؤية الدمّ» (نظام رؤية حرارية يسلط الضوء على الأعداء والأغراض المهمة كالأسلحة ويعمل أيضًا كعدسة مقربة). مع تقدّم اللعبة، يجد جيريكو نفسه في مواقف يتحتم عليه فيها الاختيار بين القيام بعمل شرير أو خيّر، ويمكّن كلا الخيارين جيريكو من الحصول على قدرات جديدة تسمّى «الوصمات» وتختلف هذه القدرات حسب طبيعة اختياراته. قدرات السبيل الخيّر هي «الرصاصة الفضية» (التي تجعل أسلحة اللاعب تتسب بضرر أكبر)، «الخوف» (التي تربك الأعداء الثانويين)، «الدرع الباطني» (نظام درع إضافي) و«المُبَرِّئ» (صاعقات تدمّر جميع الأعداء القريبين). أما قدرات طريق الشرّ فهي «هيجان الدم» (التي تعطي اللاعب مناعةً من الضرر وتجعل هجماته بالأسلحة البيضاء قوية للغاية)، «التحويل» (التي تحول الأعداء الزومبي إلى حلفاء)، «الكفن الأسود» (التي تمكّن من سرقة طاقة الحياة من الأعداء القريبين) و«سارقة الأرواح» (التي تدمر الأعداء القريبين وتخطف أرواحَهم). لا يمكن تفعيل هذه القدرات إلا عندما يكون مستوى الدمّ في شريط الحالة ممتلئًا، ويُمْلَؤ الأخير من خلال جمعِ أرواحِ الأعداء المقتولين كما يمكّن ذلك جيريكو من استرداد نقاط الحياة.
تختفي قدرات جيريكو في ساعات النهار ويتحتَّمُ عليه القتال كإنسان عادي مستخدمًا تشكيلة واسعة من الأسلحة التي توفرها له منظمة دارك واتش. وتشمل مجموعة الأسلحة هذه مسدسَ «المُخَلِّص» ذا الأربع والعشرين رصاصة وقوسًا متسعرضًا يطلق سهامًا متفجرة وقاذفة صواريخ وأسلحةً بيضاء. يقود جيريكو في بعض المهمات عربة بخار مجهزة ببندقية غاتلينغ وعند قيادته لها أو عند ركوبه حصانًا يتغير المنظور إلى منظور الشخص الثالث. وخلال مشاهد ركوب الخيل يُمنح جيريكو ذخيرة غير محدودة وسرعة إطلاق عالية إلا أنه يُحْرَم من استخدام أي سلاح إلى جانب المخلص.

### اللعب الجماعي
تُوفّر نسخة الإكس بوكس اللعب الجماعي لستة عشر لاعبًا كحدٍّ أقصى. أما نسخة البلاي ستيشن 2 فلا توفر أي نوع من الاتصال عبر الإنترنت وتوفر اللعب الجماعي للاعبَيْن كحد أقصى من خلال اللعب بشاشة مقسّمة. يمكن للاعبين في مباريات اللعب الجماعي الحصول على قدرات «الرصاصة الفضية» و«الدرع الباطني» و«هيجان الدم» وذلك من خلال التقاطِ نقاط قوة طافية تُفعِّل مباشرةً عند التقاطها هذه القدرات. يمكن أيضًا لعبُ نمطِ القصة بنظام اللعب التعاوني من خلال الشاشة المقسمة على البلاي ستيشن 2، إلا أن هذه الخاصية غير متوفرة على نسخة الإكس بوكس. يلعب كلا اللاعبَيْن في النظام التعاوني كضُبَّاطٍ تابعين لدارك واتش إلا أن المشاهد لا يطرؤ عليها أي تغير فلا تَظْهر فيها إلا شخصية جيريكو كروس ما يؤدي إلى وجود قطيعة واضحة وعدم ترابط بين اللعب ومشاهد القصة.

## القصة
تتمحور قصة اللعبة (التي يرويها بيتر جيسون) حول رجل خارجٍ عن القانون مطلوبٍ من العدالة اسمه جيريكو كروس تُجنِّدُه كرهًا منظمةٌ سرية هدفها حماية العالم من قوى الظلام تُعرَف باسم دارك واتش وذلك بعد أن قام خطئًا بتحرير أكبر أعداء المنظمة: مصاص دماء اسمه لازارس مالكوث. وقد قام الأخير عقب إطلاق صراحه بعض كروس ما جعله يتحول شيئًا فشيئًا إلى مصاص دماء مع مرور أحداث القصة. وبحسب اختيارات اللاعب فإن القصة تسلط الضوء إما على كفاح جيريكو من أجل البشرية وإما على انحداره إلى أعماق الظلام.
تبدأ القصة في تبعية أريزونا في 1876 عندما يسطو جيريكو على قطار تابع لمنظمة دارك واتش كان ينقل الأسير لازارس مالكوث إلى معقل دارك واتش، وهو مكان يُذكر ويُزار كثيرًا خلال أحداث اللعبة. يُفجِّر جيريكو خزينةَ القطار بالديناميت طمعًا منه في مبلغ مالي إلا أنه يتفاجؤ بخروج مصاص دماء منها يعضّه ناقلًا له لعنةَ مصاص الدماء التي تجعله يتحول ببطئٍ إلى مصاص دماء. إلا أنه يتمكن هو وجنديةٌ من جنود دارك واتش اسمها كاسيدي شارب من الهرب من لازارس وجيش الأموات الذين استدعاهم من قبورهم.
ومع تقدم أحداث اللعبة، يصل جيريكو أخيرًا إلى معقل دارك واتش حيث يلتقي الرئيس الحالي للمنظمة، كلاي كارترايت. ويُدخل الأخير جيريكو في «متاهة التعذيب» وهو تمرين هدفه اختبار المنتسبين الجدد إلى جنود المنظمة لكن النسخة التي دخلها جيريكو كان قد صمَّمها كارترايت خصيصًا لقتله لا اختباره. ويخرج جيريكو من متاهة التعذيب وهو على قيد الحياة فتبدأ المنظمة في إسناد المهمات إليه. وتشمل هذه المهمات إصلاحَ أضرار كان جيريكو من تسبب بها والاستيلاءَ على معدات دارك واتش مثل «موشور الضوء المظلم» وهو حجز يمكن مصاصي الدماء الذين هم على مقربة منه من تحمل أشعة الشمس واستعمال قواهم تحتها. يرافق جيريكو في بعض المهمات جنود آخرون من دارك واتش بما فيهم شريكته الجديدة الفاتنة والوحشية تالا. وفي ليلة وهما معًا تقنع تالا جيريكو بعضها وترث بذلك جزءًا من قوته وتتحول مثله إلى نصف مصاصة دماء. ثم تقوم بخيانة منظمة دارك واتش من الداخل وتُدخل جحافل من الأحياء الأموات إلى معقل المنظمة.
وتقع المواجهة الحاسمة بين جيريكو ولازارس وينتصر فيها جيريكو ليجد نفسه أمام خيارين، فإما أن يخلص الغرب من لعنة لازارس أو يستولي على القوة ويصبح هو نفسه اللعنة. يحدد قرار اللاعب نهاية اللعبة. فإذا أخذ جانب كاسيدي فإن المواجهة الأخيرة تكون مع تالا في شكل مصاصة دماء، وإذا اختار أن يأخذ قوة لازارس لنفسه فيتوجب عليه مواجهة شبح كاسيدي. وتظهر في المشهد النهائي الخيِّر روحُ كاسيدي وهي تتحرر أم في المشهد النهائي السيئ فيظهر جيريكو وقد تحول إلى وحش وهو يقتل تالا ثم ينطلق على صهوة خيله في الظلام.

## الشخصيات
- جيريكو كروس (Jericho Cross؛ أدى دوره كريستوفر كوري سميث[7]):

جيريكو بطل القصة. كان قد شارك في الحرب الأهلية الأمريكية وفرَّ منها وأصبح جوَّالاً ثم أصبح لاحقًا حاملَ سلاح محترف وساطيًّا على القطارات. وفي سطوه الأخير، يفجر بوابة خزينة قطار محررًا عن غير قصد مصاصَ الدماء لازاروس مالكوث. وأثناء قتالهما يعضه الأخير وينقل إليه لعنة مصاصي الدماء. تعزز قدرات مصاص الدماء مهارات جيريكو القتالية فتمنحه قوة عضلية خارقة وتزيد من قدرته على التحمل ومن خفة حركته وحدة حواسه ويتجدد في محجر عينه الفارغ جسم كروي أحمر مضيء يُمَكِّنه من رؤية ما لا تراه العين البشرية. شادو (أي «ظِل») هو حصان جيريكو العفريتي الذي هو رهن إشارته. بحسب المطورين، فإنهم قد أعدوا «ملفات نفسية عميقة لكل شخصية في اللعبة بأمل أن تجعل الرحلة التي تمر بها شخصية جيريكو — ذلك الذئب الوحيد الذي يسطو على القطارات ويتمنى الموت لا شعوريًّا — انتقالها إلى نصف مصاص الدماء الهجين حامل السلاح هذا قابلًا للتصديق وأن تجعل اللاعب في نهاية المطاف مندمجًا مع مصير جيريكو: الرجل الذي باستطاعته أن يكون بطلًا أو كابوسًا. باختصار، نريد أن يكترث الناس لهذه الشخصية وما يحدث لها — ولا أذكر أي لعبة من نوع تصويب منظور الشخص الأول جعلتنا نفعل ذلك حتى الآن.»
- كاسيدي شارب (Cassidy Sharp؛ أدت دورها جينيفر هيل[7]):

بطلة القصة الأنثى الأولى. كاسيدي هي العميلة التي تحاول إيقاف جيريكو في القطار في مشهد اللعبة الافتتاحي. بعد تحرر لازارس، تنضم كاسيدي إلى جيريكو لكنها سرعان ما تموت على يد لازارس. وتعود لاحقًا على شكل شبح خيِّر وتصادق جيريكو معينةً إياه في جهوده لإيقاف لازارس. عندما كانت كاسيدي فتاة صغيرة، قُتل والداها على يد مصاصي دماء ونشأت وترعرعت في أحضان منظمة دارك واتش. وأمست في النهاية إحدى أخطر عملاء المنظمة وأكثرهم كفاءة، ومع ذلك فهي تعاني من انعدام الثقة. في حال اختار اللاعب طريق الشر في المعركة الأخيرة، فإنه يقاتلها في صورة ملاك.
- تالا (Tala؛ ويعني اسمها «الذئب المتسلل»؛ أدت دورها روز مكغوان[7]):

بطلة القصة الأنثى الثانية. تالا شامانية أمريكية أصلية وعميلة تابعة لدارك واتش متعطشةٌ للسلطة. توفيت أمها الكاهنة عندما كانت صغيرة ونبذتها قبيلتها خوفًا منهم من قدرتها على الوساطة الروحية. ثم قتلت أباها عصابة من تجار الفراء الذين اختطفوها واعتدوا عليها حتى قتلتهم مجموعة من مصاصي الدماء. وأنقذتها كتيبة من دارك واتش الذين جعلوها واحدة منهم. إلا أن التجارب التي مرت بها جعلتها تشعر بالمرارة والامتعاض، وبدأت في السعي وراء السلطة مقابل أي ثمن، مبتغيةً سرًّا الانتقام من العالم لموت والديها. وعلى الرغم من طبيعتها القاسية، تمكنت تالا من تسلق سلم دارك واتش في وقت قياسي بسبب كفاءتها القتالية وجراءتها العاليين. وصفها المطورون بأنها لا تكن الشر وإنما هي «طموحة فحسب». تالا الشخصية الوحيدة في اللعبة التي بإمكانها الركل، حيث قرر الفنانون أن «بعض الحركات القتالية التي أدتها الممثلة تناسب الشخصية كثيرًا لدرجة جعلتهم يغيرون نظام القتال الذي تعتمده.» تتحول تالا إلى وحش في حال واجهها اللاعب في المعركة الأخيرة. وبحسب غيم سباي فإن تالا «بلا شك أقوى الخصمين في المعركة الأخيرة.»
- لازارس مالكوث (Lazarus Malkoth؛ أدى دوره كيث شاربايكا[7]):

رجل روماني كان من أسس منظمة دارك واتش في عام 66 بعد الميلاد بهدف محاربة قوى الظلام المسؤولة عن انهيار الإمبراطورية الرومانية. تتمَلَّكه في نهاية المكافة روحٌ شريرة ويصبح مصاص دماء جبارًا، وينقلب على المنظمة التي أنشأها، ويحشد لتلك الغاية جيشًا من الأموات الأحياء. وتلاحقه دارك واتش عبر أوروبا ثم أمريكا في وقت لاحق. كان هذه الشخصية أثناء تطوير اللعبة تُسمى سكرج (Scourge؛ أي «سوط»).
- كلاي كارترايت (Clay Cartwright؛ أدى دوره مايكل بيل[7]):

القائد الميداني الوحشي والماكر لمنطمة دارك واتش. كان كارترايت قد شارك في الحرب الأهلية الأمريكية برتبة عميد. يقنص جيريكو ويستعبده ويرغمه على الخضوع لسلسلة من التجارب قبل أن يجنده في المنطمة.

## الإصدار
تعتبر دارك واتش منتج هاي مون «الفارق». أصدرت اللعبةَ كابكوم في أمريكا الشمالية بتاريخ 16 أغسطس 2005، وأصدرتها يوبي سوفت في أوروبا بتاريخ 7 أكتوبر 2005. كما وزعتها يوبي سوفت بأستراليا أيضًا.

### الترويج
في عام 2004، أصدرت سامي الموقع الرسمي لمجتمع محبي دارك واتش darkwatch.org. يروج الموقع للعبة، ويشجع المعجبين على تحصيل النقاط من خلال إتمام التحديات المعروضة من أجل الفوز بعديد الجوائز. أُسدل الستار عن لعبة فيديو تجريبية تفاعلية لدارك واتش في نسخة 2005 من معرض الترفيه الإلكتروني (E3) داخل مسرحٍ بُني خصيصًا لهذا الغرض استلهم تصميمه من العمارة القوطية باسم «الكنيسة المدنسة». ترشح عرض اللعبة الترويجي، الذي أنتجته ستوديوهات برين زو، لجوائز العرض الدعائي الذهبي وفاز بجائزتين من جوائز أورورا [الإنجليزية] لفئتي «أفضل عرض: استخدام التحريك» و«أفضل عرض: الترفيه».
في أغسطس 2005، أطلقت كابكوم حملة تسويق كبيرة لدعم الإصدار المُنتظر. وشملت هذه الحملة برنامج تسويق واسع على شبكات التفزيون الأمريكية، وإعلاناتٍ مطبوعة في عدة من مجلات الرجال ومجلات ألعاب الفيديو الرائدة، وإعلاناتٍ ترويجية على البث الإذاعي بُثت على محطات للروك البديل في أسواق كبيرة مثل نيويوك ولوس أنجلوس وأتلانتا، بالإضافة إلى حملات تسويقية بخدمات الطلب المسبق ونقاط البيع في عدة متاجرَ للبيع بالتجزئة. وشملت حلقة من برنامج قناة إم تي في 2 «فيديو مودز»، الذي يحول شخصيات ألعاب الفيديو الشهيرة إلى مغنين، فقرةً موسيقية لدارك واتش تخللتها أغنية «برديكتابيل» (Predictable؛ أي «قابل للتنبؤ») لفرقة الروك «غود شارلوت».

## روابط خارجية
- دارك واتش على موبي غيمز
- «دارك واتش» على موقع القنبلة العملاقة
- دارك واتش  في قاعدة بيانات الأفلام على الإنترنت (بالإنجليزية)